# Parabiago
Parabiago ist eine norditalienische Gemeinde mit 28.142 Einwohnern (Stand 31. Dezember 2023) in der Metropolitanstadt Mailand, Lombardei.
Die Stadt profitierte während der Industrialisierung im 19. Jahrhundert von der günstigen Lage auf dem Weg von Mailand in die Schweiz.
Die Stadt besteht aus den Stadtteilen Ravello, San Lorenzo, Villastanza und Villapia. Die Nachbargemeinden sind: Cerro Maggiore, San Vittore Olona, Canegrate, Nerviano, Busto Garolfo, Casorezzo und Arluno.
Eines der bekanntesten Bauwerke ist die Kirche von Parabiago.

## Gemeindepartnerschaften
- Samobor, Kroatien, seit 2010

## Persönlichkeiten
- Martina Alzini (* 1997), Radsportlerin
- Libero Ferrario (1901–1930), Radrennfahrer und Weltmeister, geboren in Parabiago. Das „Stadio Civico“ von Parabiago ist nach ihm benannt, und der örtliche Radsportverein heißt Societá Ciclista Libero Ferrario Parabiago. Auch ein Amateurrennen, die Targa Libero Ferrario, wird zu seinem Gedenken ausgerichtet.[2]
- Franca Rame (1929–2013), Theatermacherin, geboren in Parabiago
- Giuseppe Saronni (* 1957), Radrennfahrer und Weltmeister. Aufgewachsen in Parabiago, wo er heute noch lebt.[3]